# سيباستيان فور (كاتب)
سيباستيان فور (بالفرنسية: Sébastien Faure)‏ هو تربوي وفيلسوف وكاتب فرنسي، ولد في 6 يناير 1858 في سانت إتيان في فرنسا، وتوفي في 14 يوليو 1942 في رويان في فرنسا.

## وصلات خارجية
- سيباستيان فاوري على موقع ميوزك برينز (الإنجليزية)
- سيباستيان فاوري على موقع ديسكوغز (الإنجليزية)